# Adi Godrej
Adi Godrej, né le 3 avril 1942, est un industriel et philanthrope indien. Il est un des hommes les plus riches d’Inde, avec une fortune estimée à 5,2 milliards de dollars selon le magazine Forbes. Il est le président de Godrej Group.

## Biographie
Héritier d’une famille industrielle parmi les plus importantes d’Inde, Adi Godrej quitte l’Inde à l’âge de 17 ans et s’inscrit au Massachusetts Institute of Technology. Il y étudie l’ingénierie mécanique puis le management et y obtient un MBA.
À son retour en Inde, il rejoint l’entreprise familiale. Il modernise et rationalise son organisation. Le rôle d’Adi Godrej est déterminant dans l’expansion de l’entreprise jusqu’à la libéralisation de l’économie indienne au début des années 1990. Après l’abandon de l’économie dirigée, Adi Godrej restructure la compagnie pour l’adapter au nouveau contexte. Cela aboutit à la division du groupe en branches spécialisées et dirigées pour partie par des PDG extérieurs à la famille Godrej. 
En parallèle, Adi Godrej oriente son entreprise vers des activités philanthropiques. Il est l’un des principaux soutiens du WWF en Inde.